# Villalba de Perejil
Villalba de Perejil község Spanyolországban,  Zaragoza tartományban. Villalba de Perejil Calatayud, Sediles, Belmonte de Gracián, Maluenda és Paracuellos de Jiloca községekkel határos. Lakosainak száma 84 fő (2024).

## Népesség
A település népessége az utóbbi években az alábbiak szerint változott:
| Lakosok száma | 114  | 123  | 117  | 111  | 109  | 102  | 93   | 96   | 100  | 84   |
|               | 2001 | 2004 | 2007 | 2009 | 2012 | 2014 | 2017 | 2019 | 2022 | 2024 |